# Таден (Германия)
Таден (нем. Thaden) — община в Германии, в земле Шлезвиг-Гольштейн. 
Входит в состав района Рендсбург-Экернфёрде. Подчиняется управлению Ханерау-Хадемаршен.  Население составляет 274 человека (на 31 декабря 2010 года). Занимает площадь 12,01 км².